# Ali Rijad
Ali Muhammad Rijad (arab. على محمد رياض, ur. 6 czerwca 1904 w Aleksandrii, zm. 31 stycznia 1978 w Kairze) – egipski piłkarz, uczestnik Igrzysk Olimpijskich 1924 i 1928.
Zawodnik wystąpił we wszystkich spotkaniach, jakie reprezentacja Egiptu rozegrała podczas igrzysk w 1924 i 1928 roku. Na turnieju w 1928 roku, w którym drużyna Egiptu zajęła czwarte miejsce, był autorem czterech bramek dla swojej drużyny: dwie z nich zdobył w przegranym 3:11 meczu o 3. miejsce z Włochami, a po jednym trafieniu zaliczył w spotkaniach z Turcją (1/8 finału) i Portugalią (ćwierćfinał).